# اسماعیل‌زاده
اسماعیل‌زاده می‌تواند یکی از موارد زیر باشد:
- سارینا اسماعیل‌زاده، (۱۳۸۵ – ۱۴۰۱) دختر 16 ساله ایرانی اهل مهرشهر کرج.
- حسین‌خان اسماعیل‌زاده، (۱۳۲۰) نوازنده و نوازنده کمانچه، ویولن و تار از ایران.
- افشین اسماعیل‌زاده، (۱۳۷۱) بازیکن فوتبال اهل ایران.
- حسن اسماعیل‌زاده، (۱۳۰۱ – ۱۳۸۵) نقاش قهوه خانه ای ایرانی در تهران.
- امیرحسین اسماعیل‌زاده، (۲۰۰۰) بازیکن فوتبال اهل ایران.
- معصومه اسماعیل‌زاده، (۱۳۶۸) بازیکن بسکتبال اهل ایران.
- محمد اسماعیل‌زاده، (۱۳۲۸ – ۱۴۰۰) نوازنده دوتار و خواننده موسیقی ترکمن از ایران..